# シカゴ・パイレーツ
シカゴ・パイレーツ（Chicago Pirates）は、1890年にイリノイ州シカゴを本拠地として、プレイヤーズ・リーグに参加していたプロ野球チーム。

## 球団史
1890年のプレイヤーズ・リーグ創設時に結成されたチームで、前年にシカゴ・ホワイトストッキングス（現シカゴ・カブス）と、チャールズ・コミスキーが監督をしていたアメリカン・アソシエーションのセントルイス・ブラウンズ（現セントルイス・カージナルス）に所属していた選手で構成された。マーク・ボールドウィン、シルバー・キングの二人の投手が30勝以上を挙げ、攻撃ではヒュー・ダフィー、ティップ・オニール、ジミー・ライアンの三人の外野手が中心となった。チームは1890年のプレイヤーズ・リーグで4位の成績を収めたが、同年のプレイヤーズ・リーグの破綻を受けチームは1年で解散、同じフランチャイズだったシカゴ・コルツ（現シカゴ・カブス）に吸収された。

## 戦績
※順位は勝率による。
| 年度   | リーグ | 試合 | 勝利 | 敗戦 | 勝率 | 順位 | 監督                   | 本拠地             |
| ------ | ------ | ---- | ---- | ---- | ---- | ---- | ---------------------- | ------------------ |
| 1890年 | PL     | 138  | 75   | 62   | .547 | 4位  | チャールズ・コミスキー | South Side Park II |

## 所属した主な選手
- ヒュー・ダフィー：1894年にボストンで打撃三冠を獲得。リーグ最多の191安打を記録した。
- ティップ・オニール：1887年に打撃三冠を獲得、1890年は打率.302、174安打を記録。
- マーク・ボールドウィン：投手。1890年の33勝、206奪三振はリーグ最多。
- シルバー・キング：投手。1890年の防御率2.86はリーグ最低。

## 主な球団記録
打撃記録
- 通算安打数：191（ヒュー・ダフィー）
- 通算本塁打：7（ヒュー・ダフィー）
- 通算打点数：89（ジミー・ライアン）
- 通算盗塁数：78（ヒュー・ダフィー）

投手記録
- 通算勝利数：33（マーク・ボールドウィン）
- 通算奪三振：206（マーク・ボールドウィン）